# Chevrolet Avalanche
Pour les articles homonymes, voir Avalanche (homonymie).
 (février 2011).
Si vous disposez d'ouvrages ou d'articles de référence ou si vous connaissez des sites web de qualité traitant du thème abordé ici, merci de compléter l'article en donnant les références utiles à sa vérifiabilité et en les liant à la section « Notes et références ».
La Chevrolet Avalanche est un pick-up à 4 portes de la marque Chevrolet vendu exclusivement en Amérique du Nord et produit de 2001 à 2013. C'est un dérivé du Chevrolet Suburban et Tahoe.
Une particularité de l'Avalanche est que la benne peut être agrandie en repliant la banquette arrière.

## 2001-2006
L'Avalanche a été lancé en septembre 2001 en tant que modèle de 2002 avec la plate-forme GMT800. Les Avalanche de première année présenté un revêtement de carrosserie en plastique gris clair, destiné pour faire une distinction visuelle avec le Suburban/Yukon XL. L'Avalanche a également donné au public un aperçu des carénages avant de la prochaine génération des modèles de l'ensemble de la gamme GM. Une bande chromée sur toute la longueur sépare chaque ensemble de phare et la calandre, avec le logo Chevrolet doré au centre. Le capot et les ailes présentent des plis agressifs, contrairement aux lignes douces des autres modèles GMT800.
Les modèles de 2003 présentaient un revêtement plus sombre, mais le nouveau président de GM, Rick Waggoner, a exigé la suppression de cette garniture "impopulaire" (tout comme certains éléments du public). À partir du milieu de l'année, l'Avalanche pouvait être commandé sans le revêtement. Le modèle sans revêtement, connu sous le nom de Without Body Hardware (ou mieux par son acronyme "WBH"), et alternativement appelé "slicksides" par les spécialistes du marketing GM, ressemble au Silverado de 2003 à 2005 à l'avant.
L'Avalanche a été nommée pour le prix du SUV de l'année en Amérique du Nord et a été le pick-up de l'année du magazine Motor Trend pour 2002.
Il y avait deux choix de moteur:
- Un V8 Vortec 5,3 L produisant 289 ch (213 kW), pour la série 1500 d'une demi-tonne;
- Un V8 Vortec 8,1 L avec 345 ch (254 kW) et une transmission quatre vitesses 4L85-E, pour la série 2500 de trois quarts de tonne. Le groupe motopropulseur est à traction arrière ou disponible avec une transmission intégrale élevé/basse sélectionnable.

L'Avalanche était à l'origine commercialisé comme pouvant "passer d'un SUV à un super SUV". Cela a été rendu possible par un couvercle en plastique et un «hayon central» exclusif, appelé le système Convert-a-Cab de GM, qui pouvait s'ouvrir et se fermer. Le hayon central était un diviseur derrière la deuxième rangée de sièges qui pouvait être rabattu, avec les sièges, pour créer une zone de benne plus longue, ou plié pour agrandir la cabine. Un hayon central similaire été aussi sur le Cadillac Escalade EXT, le Hummer H2 SUT et le GMC Envoy XUV.
Pour ceux qui prévoyaient de faire du tout-terrain dans leur Avalanche, une finition Off-Road Z71 était disponible qui ajoutait une suspension tout-terrain, AutoTrac de GM à plein temps, bouton-poussoir pour le système à quatre roues motrices, pneus Goodyear tout-terrain P265/70R17 à lettres blanches, roues en alliage de dix-sept pouces, surfaces des sièges en cuir avec des accents imperméables, sièges avant baquet à réglage électrique, inserts de panneau de porte en tissu, système télématique OnStar de GM, tapis de sol en caoutchouc toutes saisons, logos Chevrolet intégrés dans les dossiers des sièges (pour les modèles de 2002), climatiseurs automatiques à deux zones avec bouches de ventilation arrière et télécommandes, radio avec prises casque pour deux paires de casques, un système de sécurité, marchepieds latéraux gris, rétroviseurs latéraux à réglage électrique et chauffant, coussins gonflables latéraux SRS et plus. Mis à part ces détails, un décalque Z71 Off-Road sur les panneaux latéraux arrière identifié un Avalanche équipé de cette finition. Des surfaces de sièges entièrement en cuir étaient une option disponible, supprimant également les inserts de panneau de porte en tissu et ajoutant également des sièges avant chauffants.
Pour ceux qui aimaient le style de la finition Z71 Off-Road mais ne prévoyaient pas de prendre leur Avalanche pour faire du tout-terrain, une finition Z66 Premium On-Road était également disponible. La finition Z66 On-Road comprenait tous les équipements offerts par la finition Z71 Off-Road, mais remplacé la suspension tout-terrain par une suspension sport de route, et ne proposé pas quatre roues motrices. Mis à part ces détails, un autocollant Z66 On-Road sur les panneaux latéraux arrière identifié un Avalanche équipé de cette finition. Comme pour la finition Z71 Off-Road, des surfaces de sièges entièrement en cuir sans garnitures en tissu étaient une option disponible, supprimant également les inserts de panneau de porte en tissu et ajoutant également des sièges avant chauffants.
Pour le distinguer davantage de ses frères Silverado, l'Avalanche était pratiquement entièrement équipée et n'était livré qu'avec un revêtement latéral. L'Avalanche comprenait des caractéristiques telles que des roues en alliage et des pneus de seize pouces (acier chromé sur le modèle 2500), une chaîne stéréo AM/FM avec lecteur CD à disque unique et six haut-parleurs, surfaces des sièges en tissu, banquette avant avec siège conducteur à réglage électrique, vitres électriques, serrures électriques, entrée sans clé, instrumentation complète, doubles coussins gonflables avant et climatisation. Options incluses : système télématique OnStar, lecteur cassettes, surfaces des sièges en cuir, sièges avant baquets à réglage électrique pouvant être chauffés et airbags latéraux pour les sièges avant. Un North Face Edition, en partenariat avec la marque North Face, comprenait un nombre limité de couleurs extérieures, un intérieur en cuir Ebony/Green unique, ornements et décalcomanies extérieurs spéciaux, jauges à face blanche, système télématique OnStar, inserts de panneau de porte spécialement colorés et plus.
Pour 2003, l'Avalanche a été légèrement modifié. Un nouvel intérieur, partagé avec le Chevrolet Tahoe et le Chevrolet Suburban, ajouté un nouveau volant plus grand avec système audio et commandes OnStar et un régulateur de vitesse, un système audio Bose haut de gamme à six haut-parleurs avec amplificateur externe en option, un nouveau groupe de jauges avec centre d'information, mémoire pour le siège conducteur avant, les pédales de frein et d'accélérateur et la position du rétroviseur latéral (sur certains modèles), nouvelles unités de radio, qui comprenait une chaîne stéréo AM/FM avec lecteur CD/MP3 à disque unique et un système de données radio ou une chaîne stéréo AM/FM avec changeur CD/MP3 à six disques et un système de données radio, radio satellite XM en option, système télématique OnStar standard, commandes audio arrière avec prises casque en option, un système de divertissement DVD arrière avec un casque sans fil de Panasonic en option, nouveaux carillons d'avertissement qui joué via le système audio du véhicule plutôt que via un haut-parleur séparé derrière le tableau de bord et roues en alliage et pneus de dix-sept pouces nouvellement disponibles.

### Problème de revêtement
Peu après la sortie du Chevrolet Avalanche, les clients ont commencé à remarquer des problèmes esthétiques avec le revêtement de leurs véhicules. Au fil du temps, l'exposition à la chaleur et à la lumière du soleil provoquait une apparence délavée et calcaire. C'était particulièrement visible sur les panneaux de la surface de chargement et les panneaux des fenêtres de voile où des «rayures zébrées» apparaissait. La réaction des clients à ce problème a conduit General Motors à accepter un traitement ponctuel d'un produit appelé ArmorDillo. Ce produit restaurerait temporairement le revêtement pour une période d'environ 6 mois. Après cela, il se dissipera et devra être appliqué de nouveau. Réalisant que ce n'était pas une solution permanente, GM, en collaboration avec Gatorback Coatings, a développé un enrobage qui pouvait être appliqué au revêtement pour lui redonner un éclat neuf. Ce produit été conçu pour se graver dans le plastique et coller une nouvelle couche d'acrylique teinté sur le plastique décoloré. Les clients qui étaient encore dans le cadre de la garantie d'usine de 3 ans ou 36 000 miles pouvaient se rendre chez leur concessionnaire pour le faire restaurer sous garantie d'origine sous le code GM TSB: 04-08-111-001C. General Motors n'a pas utilisé de revêtement latéral sur le modèle de deuxième génération. General Motors a également identifié la source d'origine du revêtement décoloré.

## 2007-2013
L'Avalanche GMT900 a été présenté au Salon de l'auto de Chicago en février 2006. La production de l'Avalanche redessiné a commencé à l'usine d'assemblage de Silao en avril 2006. L'Avalanche a conservé l'avant stylisé un peu comme ses véhicules frère, le Tahoe/Yukon et le Suburban/Yukon XL, mais il avait toujours le hayon central distinct et la benne intégrée comme sur la précédente incarnation. Il avait toutes les mêmes caractéristiques standard qui était disponibles sur le Suburban et le Tahoe. Le modèle 2500 de la génération précédente a été abandonné.
Une finition spécial Z71 a été proposé pour l'Avalanche de deuxième génération. Cette finition tout-terrain consistait en une suspension adaptée aux terrains accidentés, un différentiel arrière exclusif à verrouillage automatique, plaques de protection en aluminium sous la carrosserie (visibles de l'avant du pick-up), évasement, insignes, roues et pneus éclairants.
Les modèles ultérieurs ont introduit une autre version du V8 Vortec de 5,3 litres, car le moteur est désormais capable de fonctionner avec de l'éthanol E85. Lorsque le 5,3 L fonctionne avec de l'essence normale, il produit 324 ch (239 kW) et 454 N m de couple tandis que sa puissance monte à 331 ch (243 kW) et 472 N m de couple avec l'E85, contre 314 ch (231 kW) et 335 ch 454 N m en 2009.
Pour l'année-modèle 2010, le 6,0 litres a été abandonné de la gamme Avalanche qui a laissé le V8 5,3 L comme seul moteur disponible pour le SUV. Au cours de sa dernière année, le 6,0 litres produisait 371 ch (273 kW) et 510 N m de couple.
Un Avalanche de 2007 a été donné au joueur le plus utile de la Major League Baseball All-Star Game 2006, Michael Young.
Un Avalanche est régulièrement présenté dans l'émission télévisée américaine populaire de crime policier, Les Experts : Manhattan, et est conduit par certains membres de l'équipe.
De plus, un Avalanche Z-71 de 2007 s'est classé deuxième dans la série de télé-réalité "Bullrun" de Speed TV en 2009.

### Niveaux de finition
L'Avalanche de deuxième génération est disponible en trois niveaux de finition bien équipés:
Le LS a servi de modèle de base pour l'Avalanche. Il comprenait des roues en alliage et des pneus de dix-sept pouces, surfaces des sièges en tissu, siège baquet conducteur avant électrique, système télématique OnStar, une chaîne stéréo AM/FM avec six haut-parleurs et lecteur CD/MP3 à disque unique et prise d'entrée audio auxiliaire, entrée sans clé, poignées de porte, poignée de hayon et rétroviseurs noirs, garniture intérieure en aluminium, airbags frontaux et latéraux, contrôle de traction, StabiliTrack et plus.
Le LT a servi de modèle de niveau intermédiaire pour l'Avalanche. Il ajouté des sièges avant baquets à réglage électrique, démarrage à distance, radio satellite XM, système téléphonique mains libres Bluetooth, poignées de porte, poignées de hayon et rétroviseurs extérieurs de couleur assortie, garniture intérieure en bois ainsi que d'autres fonctionnalités.
Le LTZ était le modèle haut de gamme pour l'Avalanche. Il a ajouté des surfaces de sièges en cuir, alarme de sécurité, une chaîne stéréo AM/FM avec changeur CD/MP3/DVD à six disques, un système Bose CenterPoint de son surround haut de gamme amplifié à huit haut-parleurs, mémoire pour le siège conducteur avant, roues en alliage poli et pneus de vingt pouces, commandes du système audio et vidéo depuis les sièges arrière et la suspension à nivellement automatique Auto Ride exclusive sur le LTZ.

### Black Diamond Edition
2013 a marqué la dernière année de production de l'Avalanche. Pour 2013, toutes les Avalanche, quel que soit le niveau de finition, comportaient la finition Black Diamond Edition, qui ajoutait des emblèmes Black Diamond Edition aux montants arrière, remplaçant les précédents emblèmes qui désigné le niveau de finition, et ajoutant également des emblèmes uniques à l'intérieur de l'Avalanche commémorant sa production à partir de 2002 jusqu'à 2013. L'Avalanche de 2013 a été produit en nombre limité. Chaque acheteur d'Avalanche de 2013 recevait un livre de table basse en édition limitée avec des photos de l'Avalanche de 2013 du propriétaire, une copie de l'autocollant de fenêtre de son véhicule et un historique complet de l'Avalanche de 2002 à 2013. Le livre été expédié au concessionnaire ou au domicile du propriétaire après que le propriétaire a pris livraison de sa nouvelle Avalanche de 2013. De plus, une couleur nouvellement disponible, appelée Fairway Green Metallic, commémoré la dernière année de production de l'Avalanche (2013).
Moteurs:
- V8 Vortec 5300 5,3 L avec gestion active du carburant, 324 ch (239 kW)
- V8 VortecMAX 6,0 L avec calage variable des soupapes et gestion active du carburant, 372 ch (274 kW) (fin 2006)

### Arrêt
En avril 2012, GM a annoncé que la production de l'Avalanche se terminerait après l'année modèle 2013, après que 2011 ait vu une baisse des ventes de 2,6 % à 20 088 véhicules. La production du Cadillac Escalade EXT a également pris fin après l'année modèle 2013.

## Ventes américaines annuelles
| Année civile | Ventes américaines totales |
| ------------ | -------------------------- |
| 2001         | 52 955                     |
| 2002         | 89 372                     |
| 2003         | 93 482                     |
| 2004         | 80 566                     |
| 2005         | 63 186                     |
| 2006         | 57 076                     |
| 2007         | 55 550                     |
| 2008         | 35 003                     |
| 2009         | 16 432                     |
| 2010         | 20 515                     |
| 2011         | 20 088                     |
| 2012         | 23 995                     |
| 2013         | 16 986                     |

## Liens
- Site web